# 和久傳
和久傳（わくでん）は、日本料理・京料理・京懐石の料亭である。料亭業態の他、茶菓席やレストランの店舗を展開しており、百貨店でも手土産として弁当や和菓子・食品を販売している。高級料亭である「高台寺 和久傳」の他、少し価格帯を下げた料亭「室町 和久傳」、京都駅にある料亭「京都 和久傳」を展開している。

## 歴史
1870年（明治3年）、桑村傳右衛門が丹後地方の中郡峰山で旅館として創業。峰山は江戸時代から丹後縮緬（ちりめん）で栄えており、訪れる商人に宿泊や会合の場として利用され、老舗旅館として100年以上も続いた。やがて縮緬産業の陰りに伴い、町中の旅館からリニューアルする形で山の麓へと移転した。
1982年（昭和57年）、峰山町から京都市の高台寺近くに移転し、料亭の高台寺和久傳として新たにスタートした。

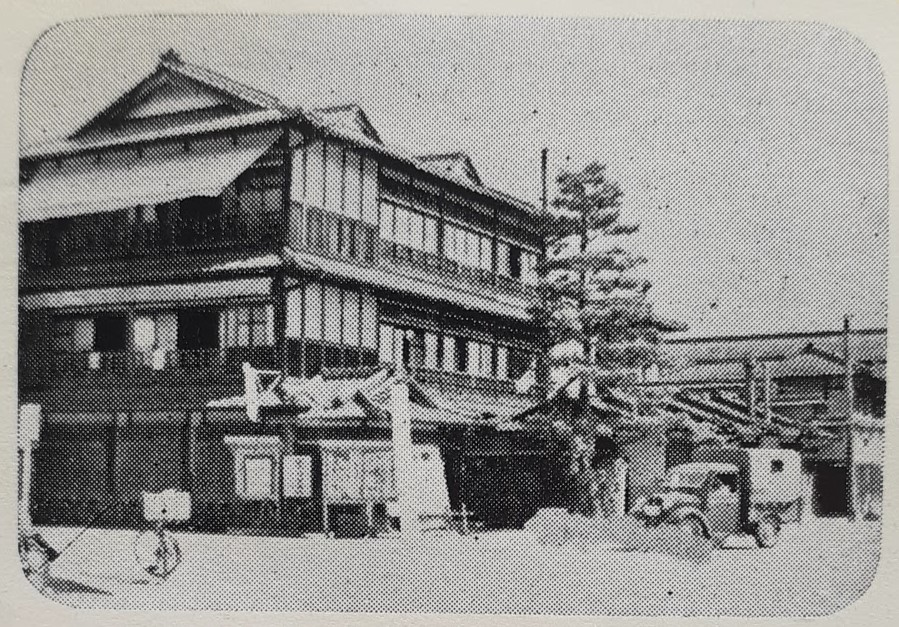
峰山町時代の旅館 和久傳（1957年）

## 特徴
細工を凝らした懐石料理を提供する老舗の料亭が建ち並ぶ中、日本海に面した港に揚がった魚や山で採れた旬の食材も陸送で数時間で京都に着くという点に着目し、創業の地である丹後峰山の名物、囲炉裏の蟹焼きをはじめとした、季節の素材の味を活かした「野趣と文化」という味を生み出した。

### 紫野和久傳
料亭という飲食業の他、本質を変えずに時代に応じて変化して行く「不易流行」を方針のひとつとし、料亭の味を「おもたせ」として提供する「紫野和久傳（むらさきのわくでん）」を創業。京都だけでなく、各地の百貨店や通販でも和久傳の商品を販売している。

### 和久傳の森・その他の活動
創業の地、京丹後の久美浜町にて地域活性事業として物販商品の工房の開設や、米、野菜や果物などの栽培を行っている。2016年（平成28年）、生産したイセヒカリの無農薬米を、京丹後市弥栄町の竹野酒造に託し、和久傳オリジナル酒「丹」が誕生する。同年10月1日、室町和久傳で「京丹後の食材とお酒を愉しむ会〈竹野酒造〉×〈京都和久傳〉」と題した食事会を開催、竹野酒造の杜氏行待佳樹が講話するとともに、「丹」をはじめとする竹野酒造の酒が提供された。2018年（平成30年）6月には、京都和久傳でも開催された。

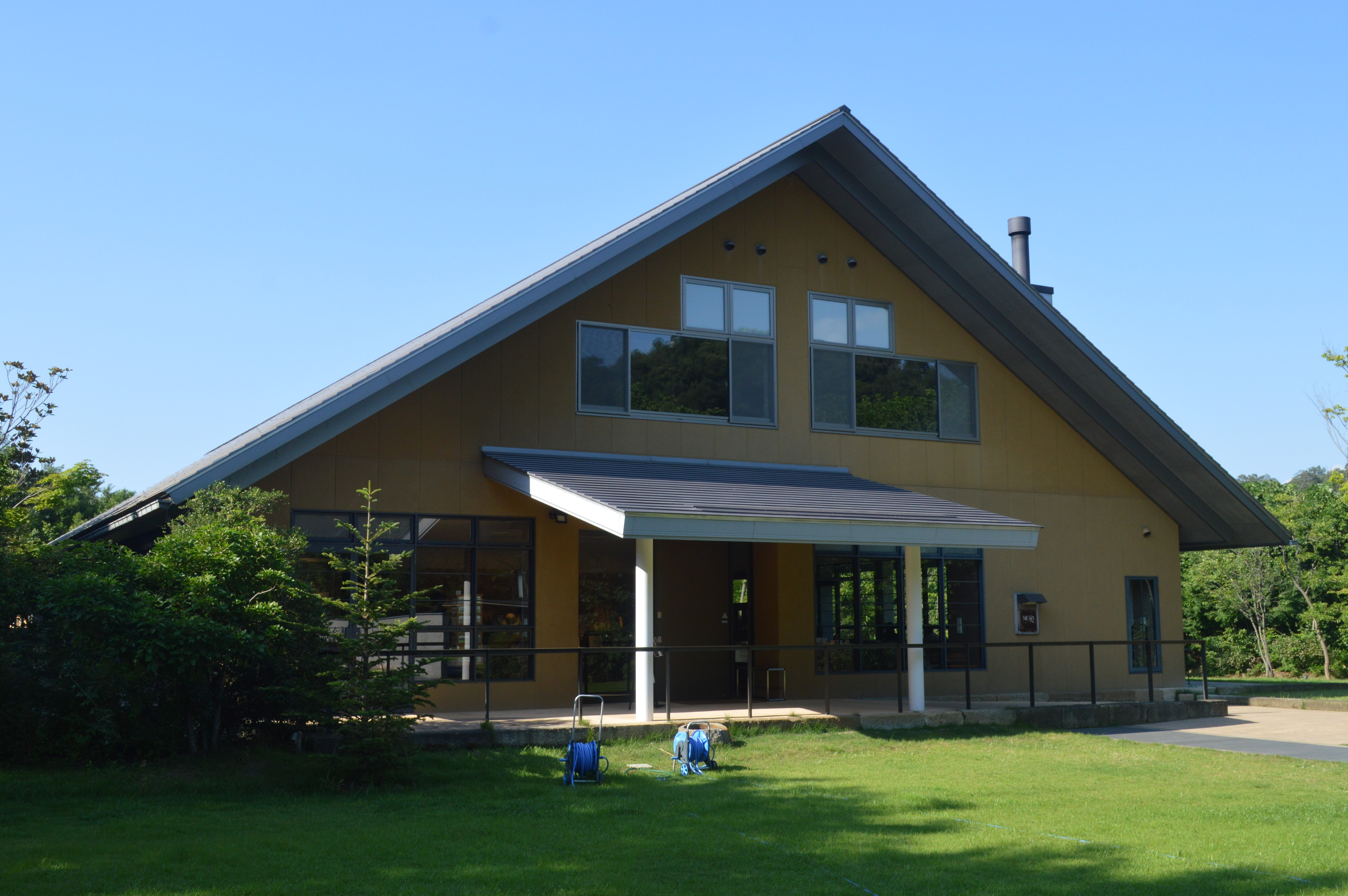
和久傳の森
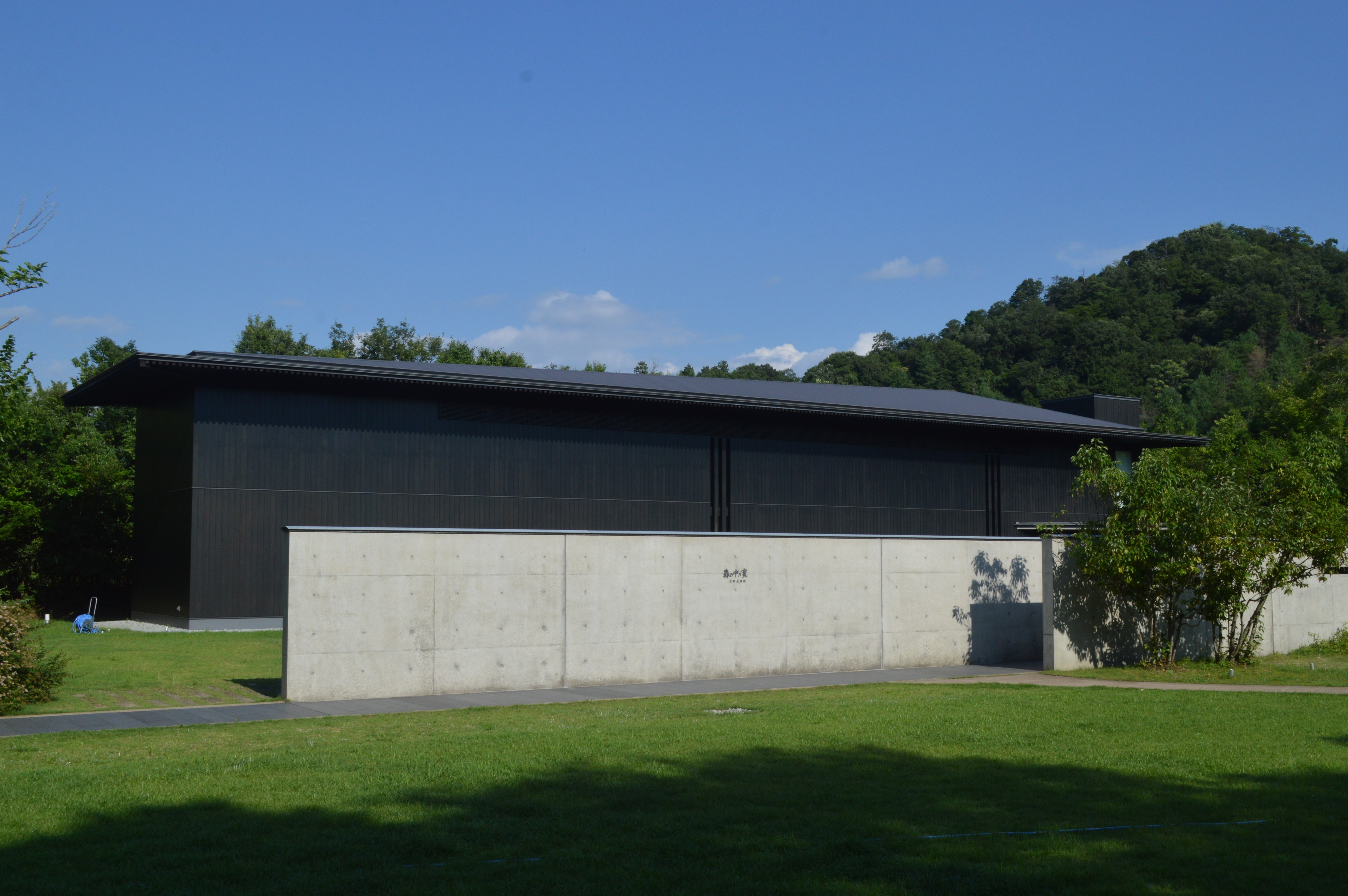
安野光雅館

## 店舗一覧

### 料亭
- 高台寺和久傳 - 京都府京都市東山区高台寺北門前鷲尾町512
- 室町和久傳 - 京都府京都市中京区堺町通り御池下ル東側
- 京都和久傳 - 京都府京都市下京区烏丸通塩小路下ル東塩小路町ジェイアール京都伊勢丹11

### むしやしない・茶菓席
- 蕎麦と料理の店 五 - いつつ（大徳寺店） - 京都府京都市北区紫野雲林院28
- 堺町店 茶菓席 - 京都府京都市中京区堺町通御池下ル東側
- ジェイアール京都伊勢丹店 はしたて - 京都府京都市下京区烏丸通塩小路下ル東塩小路町 スバコ・ジェイアール京都伊勢丹3F
- 丸の内店 茶菓 - 東京都千代田区丸の内3-3-1 新東京ビル1階
- ミッドランドスクエア店 むしやしない - 愛知県名古屋市中村区名駅4-7-1 ミッドランドスクエアB1F

### おもたせ（物販店）
- 大徳寺店 - 京都府京都市北区紫野雲林院町28
- 堺町店 - 京都府京都市中京区堺町通御池下ル東側
- ジェイアール京都伊勢丹 - 京都府京都市下京区烏丸通塩小路下ル東塩小路町 ジェイアール京都伊勢丹 B1F
- 丸の内店 - 東京都千代田区丸の内3-4-1 新国際ビル1階
- 新宿伊勢丹店 - 東京都新宿区新宿3-14-1 新宿伊勢丹B1F
- 松屋銀座店 - 東京都中央区銀座3-6-1 松屋銀座B1F
- 玉川高島屋店 - 東京都世田谷区玉川3-17-1 玉川髙島屋本館SCB1
- 松坂屋 名古屋店 - 愛知県名古屋市中区栄3-16-1 松坂屋名古屋店B1F
- ミッドランドスクエア店 - 愛知県名古屋市中村区名駅4-7-1 ミッドランドスクエアB1F
- ルクア大阪 イセタン店 - 大阪府大阪市北区梅田3-1-3 ルクア大阪 イセタン B2F

## 外部サイト
- 公式ウェブサイト
- 店舗案内 和久傳
- 和久傳 (kodaijiwakuden) - Facebook
- 和久傳 (@wakuden_official) - Instagram